# Châtillon-sur-Saône
Châtillon-sur-Saône é uma comuna francesa na região administrativa de Grande Leste, no departamento de Vosges. Estende-se por uma área de 9,21 km². Em 2010 a comuna tinha 130 habitantes (densidade: 14,1 hab./km²).